# نانوکا شیرو
نانوکا شیرو (به ژاپنی: 野中 四郎, Nonaka Shirō); ۲۷ اکتبر ۱۹۰۳ – ۲۹ فوریهٔ ۱۹۳۶) یک افسر نیروی زمینی امپراتوری ژاپن بود که در کلاس ۳۶ آکادمی ارتش امپراتوری ژاپن در سال ۱۹۲۴ فارغ‌التحصیل شد. او در مرکز توطئه حادثه ۲۶ فوریه در سال ۱۹۳۶ قرار داشت. درجه آخر وی سروانی بود. او پس از نافرجام ماندن کودتا اقدام به خودکشی کرد.